# Hát họng
Hát họng là lối hát ca sĩ điều chỉnh lưu lượng và tốc độ không khí từ phổi qua thanh đới qua môi, tạo thành giai điệu. Bốn nhánh nổi tiếng nhất của lối hát này là Tuva, Mông Cổ, Inuit và Tây Tạng. Một nhánh khác là Ainu đã thất truyền. Nhánh Inuit, truyền thống là hai người nữ hát đọ với nhau xem ai hát to và lâu hơn. Hiện nay hát họng có thể biểu diễn riêng hoặc phối chung với các loại nhạc khác như pop (Tudjaat).